# 1316년

## 연호
- 원(元) 연우(延祐) 3년
- 일본(日本) 쇼와(正和) 5년
- 쩐 왕조(陳朝) 다이카인(大慶) 3년

## 기년
- 원(元) 인종(仁宗) 5년
- 고려(高麗) 충숙왕(忠肅王) 3년
- 쩐 왕조(陳朝) 명종(明宗) 3년

## 탄생
- 5월 14일 - 룩셈부르크 왕가 출신의 신성 로마 제국 황제 카를 4세. (~1378년)

### 미상
- 고려의 후기의 문신 류숙(柳淑). (~1368년)
- 고려 말기의 장군 겸 정치가 최영(崔瑩). (~1388년)

## 사망
- 1월 15일 - 고려의 충선왕비 계국대장공주(薊國大長公主).
- 7월 20일 - 고려의 관리 채우(蔡禑).
- 8월 6일 - 고려의 충선왕비 의비 야속진(懿妃).

### 미상
- 고려의 홍규(洪奎).
- 고려의 원관(元瓘).